# توم كلارك (موسيقي)
توم كلارك (بالإنجليزية: Tom Clarke)‏ هو موسيقي بريطاني، ولد في 11 مارس 1986 في برمنغهام في المملكة المتحدة.

## وصلات خارجية
- الموقع الرسمي